# Mitsubishi Electric
Die Mitsubishi Electric Corporation (jap. 三菱電機株式会社, Mitsubishi Denki Kabushiki kaisha), gelegentlich abgekürzt als Melco, ist ein japanischer weltweit aktiver Hersteller elektrischer und elektronischer Produkte einschließlich dazugehörender Software sowie Kundendienst und Service mit Hauptsitz in Tokio.

## Geschichte
Am 15. Januar 1921 wurde die Mitsubishi Electric Corporation mit Stammsitz in Tokio gegründet. Sie ging aus dem Produktionsbereich für elektrische Schiffsaggregate, aus dem Werftbetrieb der heutigen Mitsubishi Heavy Industries, hervor. Mitte der 1930er Jahre begann Mitsubishi Electric damit, Aufzüge und Fahrtreppen zu produzieren, einzurichten und zu warten sowie Geräte zur Stromerzeugung herzustellen. Schon in den frühen 1960er Jahren erkannte Mitsubishi Electric die Bedeutung des Umweltschutzes und setzte auf umweltbewusste Produktionstechniken. Mit den Jahren wurde das Unternehmen immer größer, weltweit wurden Niederlassungen gegründet und in der Folge entwickelte sich Mitsubishi Electric zu einem der weltweit führenden Hersteller von elektronischen Produkten und Bauteilen für industrielle Anwendungen und viele Bereiche des täglichen Lebens. Darunter zu finden sind unter anderem der weltweit erste LED-Großbildschirm für Sportarenen, der weltweit größte CRT-Fernseh-Bildschirm für den Verbraucher-Markt, die weltweit schnellsten Aufzüge und vieles mehr.

## Firmenprofil
Seit über 100 Jahren versorgt Mitsubishi Electric sowohl Unternehmenskunden als auch Endverbraucher auf der ganzen Welt mit Produkten aus den Bereichen Informationsverarbeitung und Kommunikation, Weltraumentwicklung und Satellitenkommunikation, Unterhaltungselektronik, Industrietechnologie, Energie, Transport- und Bauwesen sowie Klima- und Heiztechnik.
Der Konzern mit Hauptsitz in Tokio unterhält weltweit 142 Niederlassungen und Verkaufsbüros, 74 Produktionsstätten sowie acht Forschungs- und Entwicklungszentren. Das Unternehmen beschäftigt weltweit mehr als 143.000 Mitarbeiter.
Mitsubishi Electric hat seit 1978 ein 100%iges Tochterunternehmen in Deutschland. Der Sitz dieser Niederlassung ist in Ratingen.

### Firmenbereiche
Das Unternehmen Mitsubishi Electric Corporation, gelistet im Nikkei 225, ist ein japanischer Konzern mit Schwerpunkt in der Elektrotechnikbranche. Das Unternehmen gliedert sich in folgende Bereiche:
- Building Systems
  - Air Conditioning: Klima- und Lüftungstechnik für den Innen- und Außenbereich.(Klimageräte und Verdichter in unterschiedlichen Leistungsstufen)
  - Wärmepumpen: Ecodan und Geodan
  - Aufzüge & Fahrtreppen
  - Hochgeschwindigkeits-Handtrockner
- Communication Systems
  - Communication Systems
  - Information Security
  - Space Systems
- Industrial Automation:
  - Speicherprogrammierbare Steuerungen, Industriemodems, Netzwerke, Software, Frequenzumrichter, Servo/Motion, Roboter, Schütze und kompakte und offene Leistungsschalter.
  - Mechatronics CNC: Steuerungs- und Antriebstechnik für CNC Werkzeugmaschinen. Mechatronics Machinery: Drahterodiersysteme, Senkerodiersysteme, Laserschneidmaschinen
- Medical Systems
- Power Systems
  - Solaranlagen
  - Windkraftanlagen
- Semiconductors & Devices: Halbleiter für Hochfrequenz, Optoelektronik und Leistungselektronik.
  - Contact Image Sensors
  - Electronic Devices
- Mobility Solutions
  - Automotive Equipment: Anlasser und Lichtmaschinen. Fertigung von technischen Komponenten für Navigationssysteme, Sensoren, Motormanagementsysteme, elektrische Lenkunterstützung, Steuergeräte für Gasentladungslampen und ABS-Steuergeräte. Zum Automotive-Bereich gehört ein „Technical Centre“ in Amsterdam.
  - Intelligent Transport Systems
  - Railway Systems
- Visual Information Systems
  - Präsentationstechnik: Videoprojektoren für unterschiedliche Anwendungen, DLP-Rückprojektionsdisplays, Display Wall Cubes, LC-Public-Displays, großformatige LED-Displays und demnächst auch Laser-Fernseher
  - Sicherheitssysteme: Digitale und analoge Langzeitrekorder, Sicherheitstechnik, Videoserver
  - Medizin/Forschung: Digitale Videoprinter in Farbe und S/W; Drucker für Ultraschallaufnahmen, Medical Recorder
  - Foto/Fun: Digitale Farb- und Videodrucker; Fotosysteme z. B. für SB-Passbilder, SB-Entwicklung von Fotos (selbst erstellte Foto-CD) Ausdruck von Handyfotos
  - Rückfahrsysteme: Spezielle Kameras und Monitore für den Fahrzeugbereich, nachtsichtfähig